# José Antonio González Anaya
José Antonio González Anaya (Coatzacoalcos, Veracruz; 7 de junio de 1967) es un economista y político mexicano que fungió como Secretario de Hacienda y Crédito Público de México desde el 27 de noviembre de 2017 hasta el 30 de noviembre de 2018. Previamente fue director General de Petróleos Mexicanos (PEMEX) y Director General del Instituto Mexicano del Seguro Social (IMSS). Anteriormente en la Secretaría de Hacienda y Crédito Público se desempeñó en los cargos: Subsecretario de Ingresos; Coordinador de Asesores del C. Secretario y Titular de la Unidad de Coordinación con Entidades Federativas; Titular de la Unidad de Seguros, Valores y Pensiones; y Coordinador de Asesores del Subsecretario de Hacienda y Crédito Público. Fue investigador y profesor en la Universidad de Stanford; Economista Senior para Bolivia, Paraguay y Perú del Banco Mundial.
Obtuvo el grado de Doctor en Economía por la Universidad de Harvard y es egresado de las licenciaturas en Economía e Ingeniería Mecánica del Instituto Tecnológico de Massachusetts (MIT por sus siglas en inglés).

## Familia y Educación
Originario de la ciudad de Coatzacoalcos, en el estado de Veracruz. Nació el 7 de junio de 1967.
En el Instituto Tecnológico de Massachusetts (MIT) se graduó de las licenciaturas en Economía (1989) e Ingeniería Mecánica (1990). Obtuvo el grado de Doctor en Economía por la Universidad de Harvard (1996).

## Carrera

### Director General de izzi
Grupo Televisa informó que José Antonio Gonzalez Anaya a partir del 1 de mayo de 2021, iniciará en el cargo de director general de Izzi y sustituirá a Salvi Folch, quien decidió no renovar su contrato luego de 3 años como director general de izzi y más de 20 años dentro de Grupo Televisa.

### Secretario de Hacienda y Crédito Público
El 27 de noviembre de 2017 fue designado Secretario de Hacienda y Crédito Público por el Presidente Enrique Peña Nieto para su último año de administración. Estuvo a cargo de la transición económica. Las agencias calificadoras estabilizaron la perspectiva del país. Permaneció en ese cargó hasta el 30 de noviembre de 2018.

### Director General de PEMEX
González Anaya fue nombrado Director General de Pemex en 2016 cuando el octavo productor de petróleo del mundo estaba en crisis financiera. Diseñó e implementó el primer plan de negocios basado en rentabilidad. Alcanzó las metas financieras y de producción. Redujo el credit spread de alrededor de 290 a 100 puntos base. Primer farm-out en aguas profundas en la historia de México (Trion), primeros dos farm-outs terrestres, y el primer programa de cobertura del precio del petróleo de la empresa.

### Director General del IMSS
En 2012 el Presidente Enrique Peña Nieto lo nombró Director General del IMSS. González Anaya afirma que en los tres años al frente del Instituto lo volvió rentable. Sus iniciativas incluyeron: la optimización en la distribución de medicamentos, la compra consolidada de medicamentos para todo el sector público, la mayor creación de empleo formal en la historia de México, las primeras asociaciones público-privadas en hospitales. Impulsó la digitalización de trámites: el pago en línea de las cuotas obrero-patronales, la receta digital, los vales de medicamentos, logrando evitar 25 millones de trámites presenciales al año. Iniciativas para la mejora de servicios médicos: Receta Resurtible, Código Infarto, Unifila, y manejo de camas.

### Secretaria de Hacienda y Crédito Público
Subsecretario de Ingresos
Negociaciones de presupuestos con Congreso. Simplificación tributaria (eliminación de más de 250 derechos). Fomento del primer empleo. Deducción de colegiaturas. Eliminación de factura al usar tarjeta bancaria.

Coordinador de Asesores del C. Secretario y Titular de la Unidad de Coordinación con Entidades Federativas
Reformas de pensiones del ISSSTE e IMSS (ahorros de 28% del PIB). Liquidación de Luz y Fuerza del Centro (ahorros de 5% del PIB). Pilar federalista de la reforma fiscal.

Titular de la Unidad de Seguros, Valores y Pensiones
Regulación financiera no bancaria: bolsa de valores, seguros, fondos de pensiones, auxiliares de crédito. Nueva ley del mercado de valores, sistema internacional de cotización de acciones. Desregulación, modernización, y propuesta de nuevos instrumentos para intermediarios financieros no bancarios. Seguros hipotecarios y garantías financieras.

### Universidad de Stanford
Profesor e Investigador Senior Asociado
Director del programa de Latinoamérica en el Centro de Investigación para el Desarrollo (dirigido por Anne Krueger).

### Banco Mundial
Economista Senior para Bolivia, Paraguay y Perú
Monitoreo macroeconómico, sostenibilidad fiscal y estrategia global consistente. Iniciativa para Países Pobres Altamente Endeudados (HIPC), recomendaciones para alivio de deuda y revisión del gasto público para Bolivia.

### Presidencia de la República
Director de Análisis Económico en la Secretaría Técnica del Gabinete Económico
Gonzalez Anaya empezó su carrera en el servicio público en 1991 cuando fue nombrado Director de Análisis Económico en la Secretaría Técnica del Gabinete Económico. Redacción de las minutas del gabinete económico. Desregulación del auto-transporte, horario de verano.

### Instituto Tecnológico Autónomo de México (ITAM)
Profesor de Medio Tiempo